# Groupe Samsung
Pour les autres sujets connus sous le nom abrégé de Samsung, voir Samsung.
Le Groupe Samsung (hangeul : 삼성 ; hanja : 三星 ; RR : Samseong, qui signifie « trois étoiles ») est un des principaux chaebols coréens (conglomérat coréen constitué de différentes sociétés que lient des relations financières complexes). Plusieurs sociétés importantes s'y rattachent, dont l'entreprise d'électronique Samsung Electronics, connue du grand public pour ses téléviseurs ou ses téléphones mobiles, et le Groupe Harman, propriétaire de JBL et AKG.

## Activité et structure
En 2009, le groupe est à la tête de 59 sociétés, de médias numériques, d'écrans, de moniteurs et de semi-conducteurs. La société est également présente dans le secteur du BTP avec notamment la construction du gratte-ciel Burj Khalifa, le nucléaire, les chantiers navals, les parcs de loisirs, l'armement, les assurances et la grande distribution.
La filiale Samsung Heavy Industries Co. Ltd. (SHI) exploite depuis 1974 l'un des principaux chantiers navals de Corée du Sud, sur l'île de Geoje, en face de la ville de Pusan. Elle construit des pétroliers, des méthaniers, des porte-conteneurs, des plateformes de forage, etc. Le chantier naval employait 18 000 salariés en 2006.
Dans le domaine éducatif, le groupe a développé des partenariats avec des établissements d'enseignement supérieur tels que l'université Sungkyunkwan. Dans le domaine de la conservation de la nature, en 2008, il lance son programme « Samsung Ethic Forest » qui prévoit de replanter des arbres en forêt tropicale.

## Histoire

### De 1938 à 1970

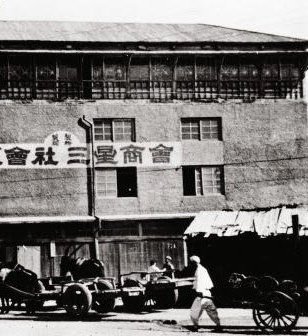
Les bureaux de Sanghoes à Daegu dans la fin des années 1930

Le 1er mars 1938, Lee Byung-chul, membre d'une grande famille du district de Uiryeong, déménage près de la ville de Daegu et fonde avec l'aval de l'occupant japonais Samsung Sanghoe (삼성상회, 三星商會). C'était, à l'origine, une société de négoce qui employait quarante employés à Su-Dong (actuellement Ingyo-dong). La société traitait avec des épiceries locales, en particulier pour du commerce de poisson séché, de légumes, et de nouilles. La société prospéra et Lee déménagea son bureau à Séoul en 1947. Quand la guerre de Corée débuta, il fut forcé de quitter Séoul. Il lança alors une raffinerie de sucre à Busan, appelée Cheil Jedang. En 1954, Lee fonda Cheil Mojik et bâtit l'usine à Chimsan-dong (Daegu). C'était la plus grande filature de laine du pays.
Samsung se diversifia dans de nombreux domaines. Lee cherchait à faire de Samsung un leader dans de nombreux domaines de l'industrie. C'est pour cela que Samsung s'occupa d'affaires comme les assurances, la sécurité et le commerce. Le président Park Chung Hee plaçait une grande attente dans l'industrialisation. Il a concentré sa stratégie de développement économique sur une poignée de conglomérats nationaux, les protégeant de la compétition, les aidant financièrement, leur procurant des terrains, une fiscalité réduite et des normes spécifiques.
En 1947, Cho Hong-jai, le fondateur du groupe Hyosung, a conjointement investi dans une nouvelle société appelée Samsung Mulsan Gongsa, ou Samsung Trading Corporation, avec le fondateur de Samsung, Lee Byung-chul. La société de trading s'est développée jusqu'à devenir ce que nous connaissons aujourd'hui sous le nom de Samsung C&T Corporation. Après quelques années, Cho et Lee se sont séparés, à cause de différences dans leurs idées de management et de commercialisation. Le groupe Samsung a ainsi été séparé en plusieurs filiales : le groupe Samsung et le groupe Hyosung, Hankook Tire et d'autres encore,.
À la fin des années 1960, le groupe Samsung fit ses débuts dans l'industrie électronique. Il a mis en place plusieurs divisions liées à l'électronique, comme Samsung Electronics Devices, Samsung Electro-Mechanics, Samsung Corning et Samsung Semiconductor & Telecommunications, et s'est établi à Suwon. Son premier produit était une télévision en noir et blanc.

### De 1970 à 1990

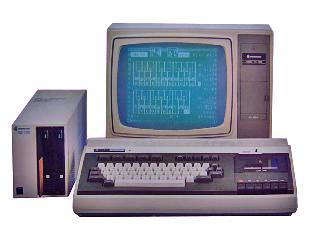
Le SPC-1000, présenté en 1982, était le premier ordinateur personnel de Samsung, disponible uniquement sur le marché coréen, qui utilisait une cassette audio pour charger et sauvegarder des données. Le lecteur de disquette était optionnel

En 1980, Samsung acquit la société Hanguk Jeonja Tongsin, basée à Gumi et pénétra ainsi l'industrie du matériel de télécommunications. Ses premiers produits étaient des tableaux de distribution. Les installations furent développées dans l'optique de la conception de systèmes téléphoniques et de fax. Samsung a ainsi produit plus de 800 millions de téléphones mobiles. La société a ensuite été incluse dans la filiale Samsung Electronics dans les années 1980.
Après le décès du fondateur, Lee, en 1987, le groupe Samsung fut séparé en quatre groupes différents - le groupe Samsung, le groupe Shinsegae, le groupe CJ et le groupe Hansol. Le groupe Shinsegae (discount, magasin) faisait partie, au début, du groupe Samsung et fut séparé dans les années 1990 du groupe, avec le groupe CJ (Alimentation/Produits chimiques/Divertissement/Logistique), et le groupe Hansol (Papier/Télécommunications). Aujourd'hui, ces groupes sont indépendants et ils ne font plus partie ou ne sont plus connectés au groupe Samsung. Un représentant du groupe Hansol a déclaré, « Seules les personnes ignorantes des lois du business mondial pouvaient croire quelque chose d'aussi absurde », ajoutant, « Quand Hansol s'est séparé du groupe Samsung en 1991, il a coupé toutes les garanties de paiement et toutes les participations avec les affiliés de Samsung. » Une source proche du groupe Hansol a attesté, « Hansol, Shinsegae et CJ ont été indépendants dans leur méthode de management depuis leur séparation respective du groupe Samsung ».
Dans les années 1980, Samsung Electronics a commencé à investir massivement dans la recherche et le développement, des investissements qui étaient décisifs afin de propulser la compagnie sur le devant de la scène de l'industrie électronique mondiale. En 1982, la société a construit une usine d'assemblage de télévisions au Portugal ; en 1984, une usine à New York ; en 1985, une usine à Tokyo ; en 1987, des installations en Angleterre ; et d'autres installations à Austin au Texas, en 1996. En 2012, Samsung a investi plus de 13 milliards de dollars dans les installations d’Austin, connues sous le nom de Samsung Austin Semiconductor. Cela fait d’Austin la plus grande zone du Texas recevant le plus d'investissements étrangers et une des plus grandes des États-Unis,

### Années 2000

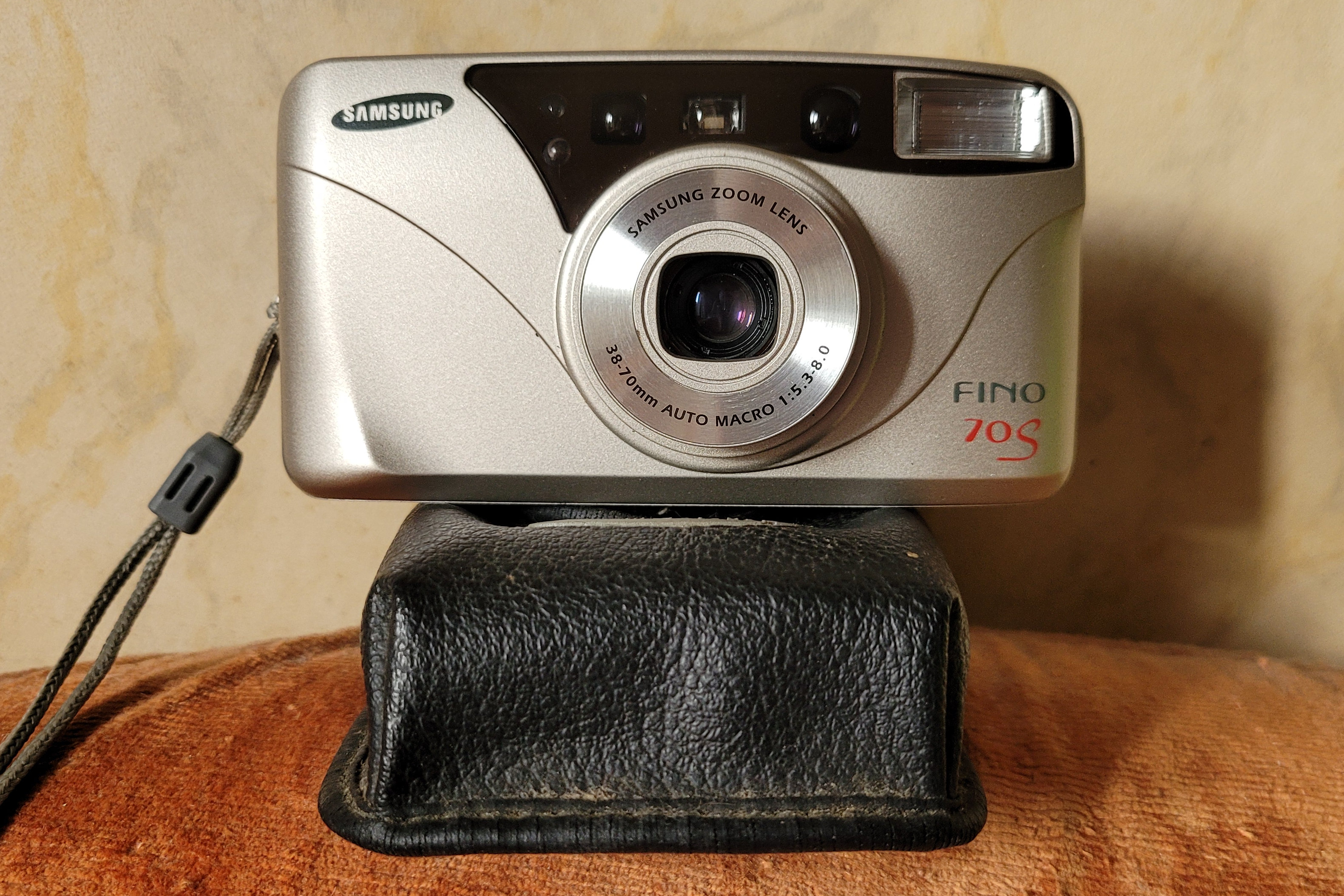
Appareil photo argentique compact Samsung 70S produit à partir de 2001.

Le PDG est alors Lee Kun-hee, fils du fondateur du groupe et choisi par ce dernier pour lui succéder après sa mort, en 1987. D'après Park Je-song, chercheur au Korean Lobor Institute, il exerce « un pouvoir absolu sur les orientations du groupe comme sur le personnel ». En 1995, jugeant les téléphones portables produits par son entreprise de piètre qualité, il ordonne un « autodafé » de 150 000 téléphones dont les images sont retransmises dans la totalité des usines. Il fonde sa stratégie dans le « zéro défaut » et la culpabilisation des travailleurs.
Les sous-traitants doivent être entièrement dévoués au groupe. Il leur est interdit de travailler pour un autre chaebol ou de refuser une commande. Samsung peut cependant choisir, du jour au lendemain, de réduire leur marge ou de les supprimer de la liste de ses fournisseurs.
Le groupe affiche en 2006 un chiffre d'affaires de 162,9 milliards de dollars. Pour l'année 2007 et début 2008, Samsung est le 3e fabricant mondial de téléphones portables derrière Nokia et Motorola. En 2009, Samsung devient numéro 1 mondial des ventes de téléviseurs, d'écrans d'ordinateur et d'imprimantes laser, numéro 2 des téléphones mobiles et réfrigérateurs, numéro 3 des appareils photo et des aspirateurs. En 2012, Samsung devient simultanément no 1 mondial de la téléphonie mobile, détrônant Nokia alors leader depuis 14 ans sans interruption, et no 1 mondial des Smartphones devant Apple En 2009, en termes de parts de marché, Samsung est le premier producteur de mémoire DRAM et le premier producteur de mémoire NAND flash.

### Années 2010
En 2013, le fabricant devient, selon Booz & Company et le Boston Consulting Group la deuxième entreprise la plus innovante au monde derrière Volkswagen. Le fabricant coréen gagne 4 positions par rapport à 2012 grâce à une progression de 15 % de ses dépenses de Recherche et développement (10,4 milliards de dollars),.
En novembre 2014, Hanwha et Hanwha Energy acquièrent les participations de Samsung Group dans quatre entreprises, présentes dans la défense ou la chimie. Cela comprend une participation de 32,4 % dans Samsung Techwin et de 57,6 % dans Samsung General Chemicals, ainsi que les participations dans les joint-ventures Samsung Total Petrochemicals, Samsung General Chemicals et Samsung Thales, pour un montant proche de 1,7 milliard de dollars,. En juillet 2015, dans le cadre de la succession à la tête du groupe Samsung, Cheil Industries acquiert Samsung C&T pour l'équivalent de 7,1 milliards d'euros. Cette opération doit permettre à Lee Jae-yong, actionnaire à 42,2 % de Cheil Industries, de prendre le contrôle de la participation de 4,1 % que détient Samsung C&T dans Samsung Electronics.
En août 2015, l’entreprise annonce la création d'un fonds de dédommagement de plus de 70 millions d'euros pour les victimes de cancer dans les usines du groupe. En octobre 2015, Samsung vend une participation de 90 % dans ses activités chimiques à Lotte Chemical pour l'équivalent de 2,6 milliards de dollars. En novembre 2016, Samsung introduit partiellement en bourse sa filiale de biotechnologie, Samsung Biologics, pour 1,8 milliard de dollars. Le 14 novembre, le groupe fait l'acquisition de l'entreprise américaine Harman International Industries, leader des solutions de connectivité dans l'automobile, pour 8 milliards de dollars.
Le scandale Choi Soon-sil qui éclate à la fin de l'année 2016  porte sur l'influence de Choi Soon-sil, une femme d'affaires sud-coréenne confidente de la présidente Park Geun-hye qui aurait soutiré 65 millions de dollars aux chaebols via des fondations qui lui étaient liées, entraînant l'ouverture d’enquêtes pour trafic d'influence et corruption.
Le vice-président du groupe Lee Jae-yong se trouve impliqué dans ce scandale. Après un mois d'enquête, il est arrêté dans la nuit du 16 février 2017. Le 28 février 2017, il est mis en examen pour corruption et détournement de fonds. Sa condamnation à cinq ans de prison est cassée par la cour d'appel en 2018.
En avril 2018, l'ancien président sud-coréen Lee Myung-bak est inculpé pour corruption, abus de pouvoir, détournements de fonds et évasion fiscale. Il est notamment accusé d'avoir été soudoyé par le groupe Samsung pour accorder sa grâce présidentielle au président du groupe, Lee Kun-hee, condamné pour évasion fiscale.
En 2019, les ventes du groupe de smartphones Galaxy 5G représentent plus de la moitié des ventes mondiales de mobiles 5G.

### Années 2020
À la mort de Lee Kun-hee, son fils Lee Jae-yong, dirigeant de fait du groupe depuis 2014, en devient officiellement président le 25 octobre 2020. En 2021, a lieu un nouveau procès de Lee Jae-yong ordonné par la Cour suprême : il est condamné à deux ans et demi de prison. Il obtient une grâce présidentielle en août 2022, et il est libéré après 18 mois de prison.
En 2021, Samsung prévoit d'investir dans les deux ans 175 millions d'euros dans les puces et les biotechs, dont les trois quarts en Corée du Sud.

### Logos
Jusqu'en 1993, les logos de Samsung comportaient trois étoiles, en référence au nom de la marque en coréen et à la volonté de la marque de produire des produits de qualité. Le logo de 1993 abandonne les étoiles, mais la forme ovale représenterait la galaxie, en référence à  sa marque d'électronique grand public Samsung Galaxy, et le fait que le « S » et le « G » dépassent signifierait que la marque souhaite repousser les limites de la technologie. Ce logo apporte aussi la lettre « A », stylisée sans la barre, devenue depuis l'une des caractéristiques permettant de reconnaître le logo Samsung. Le logo de 2014 est une simplification du logo précédent, mais conserve la couleur bleue. Il peut être décliné en plusieurs couleurs, dont le noir et le blanc sur fond noir.

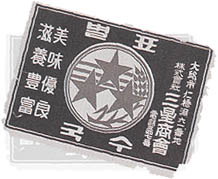
De 1938 à 1969
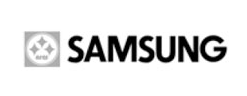
De 1969 à 1979
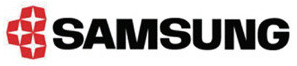
De 1979 à 1993
De 1993 à 2014
Depuis 2014

## Brevets
Depuis sa création, le Groupe Samsung a déposé plus de 550 000 brevets, avec plus de 330 000 actifs à ce jour, ce qui en fait le premier possesseur de brevets aux États-Unis en 2018. Les brevets concernent surtout les domaines des semi-conducteurs, de l'électronique solide ou encore de l'imagerie numérique.

### Batterie au graphène
Le 29 novembre 2017, Samsung, par le biais de sa filiale SAIT (Samsung Advanced Institute of Research), a déclaré avoir breveté aux États-Unis ainsi qu’en Corée du Sud un procédé de batterie au graphène, technologie prometteuse pour améliorer l'autonomie et la recharge des batteries notamment utilisées dans ses téléphones.
Cette approche permettrait une densité d’énergie presque deux fois supérieure à celle du lithium, pour un temps de charge cinq fois plus court. Ce qui permettrait une recharge complète en 15 minutes pour une autonomie de 48 heures.

## Responsabilité sociale

### Interdiction des syndicats
La tradition du groupe est d'interdire les syndicats dans l'entreprise Samsung. Jusqu'à la fin de la dictature en 1987, les syndicalistes s’exposaient à des risques d'enlèvements, de licenciements, de menaces et de chantages par la direction.
Néanmoins, un syndicat a vu le jour en 2011 au parc à thèmes Samsung Everland. Son représentant lui-même, Kim Sung-hwan, avait été licencié pour avoir tenté de créer un syndicat en 1996.
Les syndicalistes sont actuellement contraints à la semi-clandestinité. Ils sont fichés et, dans chaque secteur, des employés sont chargés de les harceler, de les acheter et d’empêcher le développement des syndicats.

### Maladie du travail
L'organisation SHARPS a recensé en 2011 dans les différentes divisions de Samsung 137 cas de maladies professionnelles aboutissant à 61 morts.
Plusieurs salariés sont morts de leucémie après avoir travaillé dans les usines Samsung, comme Yu-mi Hwangs, décédée à 23 ans après 4 ans de service. Depuis 2003, 26 cas de leucémies et de lymphomes non hodgkiniens ont été recensés, dont 10 mortels. Les femmes sont les plus exposées. Une étude a révélé une incidence jusqu'à 5 fois supérieure à la normale,.
Un film, Another Promise, a été réalisé en hommage aux 46 victimes de Samsung recensées par l'association SHARPs.

### Sweatshops
En 2007, une entreprise chinoise qui assemble des appareils pour Samsung Electronics Co. est accusée par China Labor Watch d'avoir embauché des enfants dans ses chaînes de production et forcé ses employés à travailler des heures excessives, violant plusieurs lois du travail,.

### Conditions de travail
Les conditions de travail en Corée du Sud sont jugées difficiles en raison des larges amplitudes horaires, des fortes tensions et des nombreux accidents. Les employés travaillent fréquemment douze heures par jour et ne disposent que d'une journée de repos hebdomadaire.
Les salaires sont plus élevés que la moyenne coréenne pour les employés de Samsung. En revanche, les travailleurs précaires touchent entre 40 et 60 % de moins pour un travail parfois identique, ne bénéficient pas des protections sociales et perdent leur emploi si les commandes baissent. Ils représenteraient selon des estimations (Samsung ne publiant pas de statistiques) entre 40 et 50 % des effectifs. Les employés de plus de 50 ans sont fréquemment soumis à des pressions afin de les faire quitter le groupe.
L’ONG China Labor Watch a dénoncé en 2012, les discriminations au sein des huit usines Samsung implantées en Chine et les horaires de travail considérables imposés aux employés (avec des heures supplémentaires peu ou pas rémunérées).

## Corruption
Jusqu'en 2007 où le groupe est confronté à une commission d’enquête, Samsung organisait une double comptabilité et des caisses noires pour acheter des journalistes et des responsables politiques. Lee Kun-hee est condamné à trois ans de prison, mais est amnistié par le président Lee Myung-bak.
Lee Jae-yong, fils de Lee Kun-hee et nommé par son père à la tête du groupe après son accident cardiaque, est condamné en 2017 à cinq ans de prison pour avoir versé près de 38 millions d'euros en pots-de-vin à la présidente Park Geun-hye. Il est cependant libéré l'année suivante, ce qu'une députée critique en dénonçant une « république Samsung », tant l'influence du groupe est grande dans les milieux judiciaire, politique et médiatique.

## Activité de lobbying

### Auprès des institutions de l'Union européenne
Samsung Electronics Europe est inscrit depuis 2011 au registre de transparence des représentants d'intérêts auprès de la Commission européenne. Il déclare en 2015 pour cette activité des dépenses d'un montant compris entre 2 500 000 et 2 700 000 euros, et indique avoir perçu sur le même exercice 1 083 225 euros de subventions de l'Union européenne.

### Aux États-Unis
Selon le Center for responsive politics, les dépenses de lobbying du Samsung Group aux États-Unis s'élèvent en 2015 à 1 680 000 dollars.